# FC Tirol Innsbruck
El FC Tirol Innsbruck fue un club de fútbol de Austria de la ciudad de Innsbruck en el estado del Tirol. Fue fundado en 1993 al comprar la licencia del FC Wacker Innsbruck, y desapareció en 2002 al declararse en bancarrota. El equipo jugaba en la Bundesliga de Austria y durante sus 9 años consiguió 3 títulos.
Hoy en día, el renacimiento de este, es el FC Wacker Innsbruck,

## Palmarés

### Torneos nacionales
- Liga de Austria (3): 1999-00, 2000-01 y 2001-02.
- Subcampeón de la Copa de Austria (1): 2001.
- Subcampeón de la Supercopa de Austria (3): 1993, 2000 y 2001.